# Сенсибілізація (хімія)
Сенсибілізація (англ. sensitization) — підвищення чутливості тих чи інших процесів до дії, що їх викликає, за допомогою певних речовин.
У колоїдній хімії — збільшення чутливості золя до флокуляції електролітом шляхом додавання невеликої кількості гідрофільного колоїду.